# Ovación
Una ovación (del latín, ovatio) era una forma menor del triunfo romano en la cual se honraba en la Antigua Roma a un general tras una victoria. Se otorgaban cuando no se había declarado una guerra entre estados enemigos, cuando un enemigo era considerado inferior (rebeliones de esclavos o piratas, por ejemplo) y cuando el conflicto en general se resolvía con poco o ningún derramamiento de sangre o sin peligro para el propio ejército.
El general que celebraba la ovación no entraba en la ciudad montando un biga o carro arrastrado por cuatro caballos blancos (cuadriga), como lo hacían quienes celebraban un triunfo, sino que cruzaban andando y vestidos con la toga pretexta de los magistrados (una toga con una cinta púrpura). El general que celebraba un triunfo llevaba puesta la toga picta, que era completamente púrpura y estaba adornada con estrellas doradas. También llevaba puesta sobre su cabeza una corona de mirto (sagrada para Venus), en lugar de la famosa corona de laurel de quien celebraba un triunfo. El Senado romano no precedía al general y tampoco solían tomar parte los soldados en la procesión.
Hubo 23 ovaciones registradas durante la República romana:
| Fecha           | Comandante                    | Título    | Motivo                                               |
| --------------- | ----------------------------- | --------- | ---------------------------------------------------- |
| 503 a. C.       | Publio Postumio Tuberto       | Cónsul    | Vence a los sabinos                                  |
| 487 a. C.       | Cayo Aquilio Tusco            | Cónsul    | Vence a los hérnicos                                 |
| 474 a. C.       | Aulo Manlio Vulsón            | Cónsul    | Hace una tregua con los veyenses                     |
| 462 a. C.       | Tito Veturio Gémino Cicurino  | Cónsul    | Derrota a los volscos                                |
| 421 a. C.       | Numerio Fabio Vibulano        | Cónsul    | Vence a los ecuos                                    |
| 410 a. C.       | Cayo Valerio Potito Voluso    | Cónsul    | Vence a los volscos                                  |
| 390 a. C.       | Marco Manlio Capitolino       |           | Defender el Capitolio de los galos de Breno          |
| 360 a. C.       | Marco Fabio Ambusto           | Cónsul    | Vence a los hérnicos                                 |
| 286 o 285 a. C. | Manio Curio Dentato           | Procónsul | Vence a los lucanos                                  |
| 211 a. C.       | Marco Claudio Marcelo         | Cónsul    | Conquista Siracusa                                   |
| 207 a. C.       | Cayo Claudio Nerón            | Cónsul    | Batalla del Metauro                                  |
| 200 a. C.       | Lucio Cornelio Léntulo        | Procónsul | Victorias en Hispania                                |
| 196 a. C.       | Gneo Cornelio Blasio          | Procónsul | Victorias en Hispania Citerior contra los celtíberos |
| 195 a. C.       | Marco Helvio                  | Procónsul | Victorias en Hispania Ulterior contra los celtíberos |
| 191 a. C.       | Marco Fulvio Nobilior         | Procónsul | Victorias en Hispania Ulterior                       |
| 185 a. C.       | Lucio Manlio Acidino Fulviano | Procónsul | Victorias en Hispania Citerior contra los celtíberos |
| 182 a. C.       | Aulo Terencio Varrón          | Procónsul | Victorias en Hispania Citerior                       |
| 174 a. C.       | Apio Claudio Centón           | Procónsul | Vence en la Citerior a los celtíberos                |
| 132 a. C.       | Marco Perperna                | Procónsul | Primera guerra servil                                |
| 99 a. C.        | Manio Aquilio                 | Procónsul | Segunda guerra servil                                |
| 71 a. C.        | Marco Licinio Craso           | Procónsul | Tercera guerra servil                                |
| 44 a. C.        | Cayo Julio César              | Dictador  |                                                      |
| 40 a. C.        | Cayo Julio César Octaviano    | Triunviro | Por hacer la paz                                     |
| 40 a. C.        | Marco Antonio                 | Triunviro | Por hacer la paz                                     |
| 36 a. C.        | Cayo Julio César Octaviano    | Triunviro | Por vencer a Sexto Pompeyo                           |
| 11 a. C.        | Nerón Claudio Druso Germánico |           | Victorias en Germania                                |
| 9 a. C.         | Tiberio Claudio Nerón         |           | Victorias en Panonia                                 |